# 1981年英國國籍法令
《1981年英國國籍法令》（British Nationality Act 1981）是英國的法律。它自1983年1月1日起就是英國國籍法的基礎。

## 歷史
1970年代中期，英國政府決定更新自1949年1月1日《1948年英國國籍法令》生效以來，屢次修訂的英國國籍法律。1977年，政府發表了綠皮書，勾勒了改革國籍法的各種方案。接著又在1980年發表白皮書羅列政府計劃進行的修訂。《1981年英國國籍法令》于1981年10月31日獲得御准，並在1983年1月1日正式生效。
之後的多項法令，對英國國籍法數度大幅修訂，包括：
- 《1983年英國國籍（福克蘭群島）法令》（British Nationality (Falkland Islands) Act 1983）
- 《1985年香港法令》（Hong Kong Act 1985）和《1986年香港（英國國籍）令》（Hong Kong (British Nationality) Order 1986），引入了英國國民（海外）身份
- 《1990年英國國籍（香港）法令》（British Nationality (Hong Kong) Act 1990），引入了居英權計劃
- 《1996年香港（軍人妻子及遗孀）法令》（Hong Kong (War Wives and Widows) Act 1996）
- 《1997年英國國籍（香港）法令》（British Nationality (Hong Kong) Act 1997）
- 《1999年領養（跨國方面）法令》（Adoption (Intercountry Aspects) Act 1999）
- 《2002年英國海外領土法令》（British Overseas Territories Act 2002）
- 《2002年國籍、入境及庇護法令》（Nationality, Immigration and Asylum Act 2002）
- 《2006年入境、庇護及國籍法令》（Immigration, Asylum and Nationality Act 2006）

## 法令目的
法令有以下幾項目的。

### 重新分類英國及殖民地公民
法令將英國及殖民地公民（Citizen of the United Kingdom and Colonies，簡稱CUKC）重新分成三大類：
- 英國公民
- 英國屬土公民
- 英國海外公民

自1962年的《1962年英聯邦移民法令》通過以後，並非所有英國及殖民地公民都有英國的居英權。法令規定和英國、萌島和海峽群島有密切連繫的人都會自動擁有英國的居留權，恢復了公民資格和居留權之間的連繫。其他類型的國籍不會擁有這種地位，除非由入境法律特別賦予。
1977年的綠皮書本來只建議建立英國公民和英國海外公民等兩類型的英國國籍，但在部分英國屬土的政府遊說下，成功增添了「英國屬土公民」，將與英國屬土有密切連繫的人納入該類。

### 修改「根據出生地法」規則
法令修改了根據出生地法（Jus soli）而取得英國國籍的規則。法令生效前，任何出生於英國（除了少數外交人員的子女和敵對外人〔enemy aliens〕之外）皆有資格成為英國公民。法令生效以後，必須是父母其中一人是英國公民或已定居（settled）英國的人（永久居民）才有英國公民資格。

### 其他修訂
- 父親和母親都可以把英國公民資格留傳給子女。
- 以英聯邦公民取代了英籍人士。法令規定英籍人士只限和英屬印度及在1949年以前跟愛爾蘭共和國有密切關係者。
- 非英國公民不得再獲得英國居留權。少數在法令生效前已經取得居留權者，其權利得以保留。
- 英聯邦公民和愛爾蘭公民可以登記取得公民資格的規定被廢除。如果他們想要成為英國公民，必須按照歸化程序。
- 對來自直布羅陀的人士取得公民資格設立特殊規定。
- 與英國男性結婚的外籍女性，不可再單純靠婚姻取得公民資格。
- 英國皇家殖民地（British Crown Colonies）改稱「英國屬土」（British Dependent Territories）（後來再改為「英國海外領土」）。

在某些情況下，可以透過過渡性安排使用舊的法律。這些過渡性安排大都已經在1987年12月31日法令生效5年後廢除。

## 批評
批評者指責法令背後的政治動機是為了在1984年簽訂中英聯合聲明和1997年移交當時英國最大的殖民地香港的主權予中國前，剝奪在香港出生的香港人在英國的居留資格。香港立法局会议在该安排出台后多次就此进行讨论并谴责该法案，立法局议员李柱铭更痛斥该国籍法案是“一国六制（One country, six citizenships）”，极具歧视性。部分传媒则戏称该法案新设立的英國國民（海外）（BNO）身份代表着「British NO!」:40。
法令也被視為英國陷入福克蘭戰爭的次要原因之一，因為阿根廷將法令視為福克蘭脫離英國屬土的象徵。該次戰爭以後，福克蘭群島的居民獲得了英國公民資格。
其他批評大多關于剝奪英國出生的人自動獲得公民資格的規定。但因為永久居民在英國出生的子女都自動成為公民，非英籍人士在英國出生的子女相對較少。法令就沒有其他國籍的人及久住英國的人有特殊規定，所以要求修訂現行法例的壓力很小。類似的立法已經在其他國家如澳洲（1986年）、愛爾蘭共和國（2005年）和新西蘭（2006年）進行。

## 參閱
- 英國國籍法
- 英國國籍法歷史